# 한시카 모트와니
한시카 모트와니(힌디어: हंसिका मोटवानी, 1991년 8월 9일 ~ )는 인도의 배우, 모델이다.

## 출연 작품
- 로미오 줄리엣 (2015)
- 싱감 2 (2013)
- 장난 (2013)
- 벨라이덤 (2011)

## 같이 보기
- 인도 영화 배우 목록